# Craig Williams (homme politique)
Alun Craig Williams (né le 7 juin 1985) est un homme politique du Parti conservateur britannique. Il est député de Cardiff North de 2015 à 2017 et de 2019 à 2024, il est député de Montgomeryshire.

## Jeunesse et éducation
Williams est né à Welshpool de David et Andrea Williams. Il fréquente l'école Gungrog Road, Ysgol Maesydre et Welshpool High School.

## Carrière parlementaire
Williams se présente pour la première fois à Cardiff West contre le Premier ministre gallois Rhodri Morgan lors des élections de 2007 à l'Assemblée nationale pour le Pays de Galles.
Williams représente le quartier de Pentyrch au conseil de la ville de Cardiff à partir de 2008 et se présente sans succès à l'élection partielle de Cardiff South et Penarth en 2012, arrivant en deuxième position derrière Stephen Doughty du Labour. Pendant qu'il est membre du conseil, il est président du comité de l'économie de 2012 à 2015. Il est directeur de Cardiff Bus de 2011 à 2015.
En mai 2015, il est élu député au siège marginal de Cardiff Nord. En juillet 2015, Williams est élu membre du comité du travail et des pensions, poste qu'il occupe jusqu'en octobre 2016. Williams est ensuite membre du comité spécial des affaires galloises et du comité spécial des affaires écossaises.
Williams est opposé au Brexit avant le référendum de 2016 et vote systématiquement suivant les consignes du gouvernement. Il perd son siège aux élections générales de juin 2017 contre Anna McMorrin du Labour.
Avant les élections générales de 2019, Williams est conseiller spécial du secrétaire d'État à la sortie de l'Union européenne, Stephen Barclay.
En juillet 2019, Williams est désigné comme candidat conservateur dans la circonscription de Montgomeryshire où le député conservateur en exercice Glyn Davies (homme politique) se retire. Lors des élections générales tenues en décembre, Williams remporte le siège avec 59% des voix. Il porte la majorité conservatrice dans le Montgomeryshire à plus de 12 000 voix.
Williams est nommé Secrétaire parlementaire privé de son ancien patron, Stephen Barclay, le secrétaire en chef du Trésor. De 2022 à 2024, il est secrétaire parlementaire du Premier ministre Rishi Sunak.

## Vie privée
Williams épouse Clare Bath en 2013; le couple a un fils et une fille. Il est membre du Carlton Club, ainsi que du Cardiff and County Club.